# Myndigheten för kulturanalys
Myndigheten för kulturanalys är en statlig myndighet i Sverige under Kulturdepartementet. Myndighetens uppdrag är att analysera verkan av kulturpolitiska förslag och åtgärder.
Myndigheten för kulturanalys inrättades 1 april 2011.
Den 30 augusti 2017 offentliggjordes att myndigheten skulle omlokaliseras från Stockholm till Göteborg. Ingen av de tolva fasta medarbetarna hade planer på att permanent flytta till Göteborg enligt Dagens Nyheter. Totalt blev den skattade merkostnaden till följd av flytten nära 2,5 miljoner kronor under 2017 och 2018.
Myndigheten för kulturanalys lokaler i Göteborg ligger i anslutning till Världskulturmuseet. 

## Myndighetschefer
- 2011–14: Clas-Uno Frykholm
- 1 mars 2014-: Sverker Härd
- 1 mars 2021-: Mats Granér[4]